# James Fenner

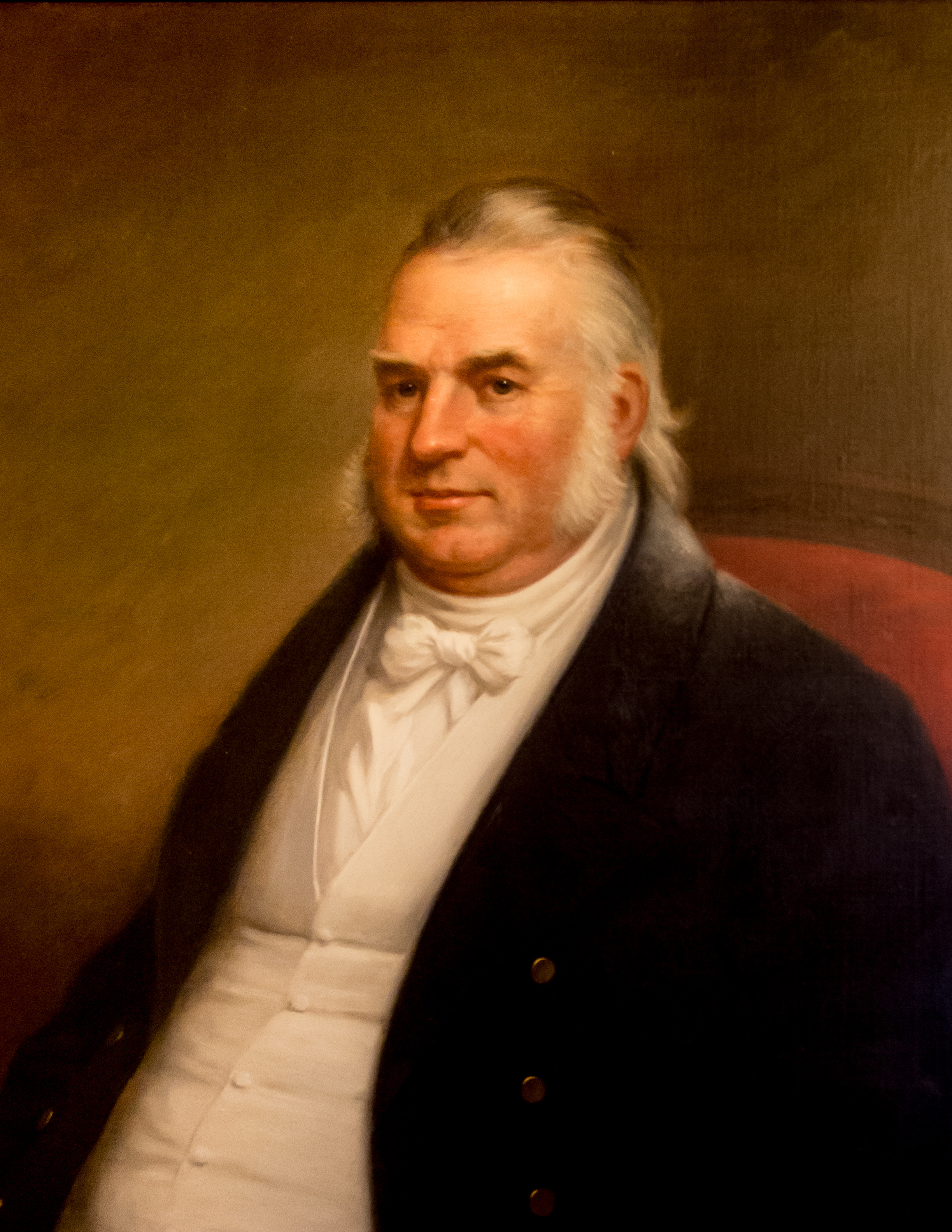
James Fenner

James Fenner, född 22 januari 1771 i Providence, Rhode Island, död 17 april 1846 nära Providence, Rhode Island, var en amerikansk politiker. Han representerade delstaten Rhode Island i USA:s senat 1805-1807. Han var guvernör i Rhode Island 1807-1811, 1824-1831 och 1843-1845. De två första gångerna representerade han demokrat-republikanerna och den tredje gången Law and Order Party of Rhode Island.
Fenner utexaminerades 1789 från Rhode Island College (numera Brown University). Hans far Arthur Fenner var guvernör i Rhode Island 1790-1805.
Fenner efterträdde 1805 Christopher Ellery som senator för Rhode Island. Han avgick 1807 från senaten för att tillträda som guvernör. Fenner inledde sin politiska karriär som demokrat-republikan och som anhängare av Thomas Jefferson.
Thomas Wilson Dorr ledde ett väpnat uppror i Rhode Island 1841-1842. Som följd av upproret grundades Law and Order Party of Rhode Island som förespråkade lag och ordning. Fenner valdes sedan till guvernör som det nya partiets kandidat. Han förlorade guvernörsvalet 1845 mot Charles Jackson som efter att ha tillträtt guvernörsämbetet släppte rebelledaren Dorr från fängelset.
Fenners grav finns på begravningsplatsen North Burial Ground i Providence.